# Attagenus fulvicollis
Attagenus fulvicollis es una especie de coleóptero de la familia Dermestidae.

## Distribución geográfica
Habita en Sudáfrica.